# 星際之門：宇宙
《星际之门：宇宙》（英語：Stargate Universe）是一部於2010年開始播映的美国科幻电视连续剧，故事以1994年的科幻電影《星际之门》（Stargate，由狄恩·德夫林／Dean Devlin及羅蘭·艾默瑞奇編劇，艾默里奇導演）為基礎，講述電影完結後的故事，屬《星际之门》系列中的第四篇。《Stargate：SG-1》當時以7個符號通向地球所在星系的其他星球，《Stargate：Atlantis》則用了第8個符號定位通向其他星系，而《Stargate Universe》將會啟用神秘的第九個符號來連結到古人飛船之處。
本劇主舞台是一艘古人建造自動巡航於宇宙的巨艦命運號，另一艘子艦是無人駕駛可以在宇宙任一處安放星際門；緊隨命運號航行，艦上星門離地球極遠需要特定大能量地形的星球作為起點才能撥號成功，星际之门總部的探險隊登艦後卻發生了意外，原撥號星球毀滅無法回到地球，只好與船艦在浩瀚銀河中穿越無數星系冒險，並逐步揭開當初打造命運號的秘密任務。

## 外部連結
- 官方网站 at mgm.com
- 官方网站 at syfy.com
- 互联网电影数据库（IMDb）上《星際之門：宇宙》的资料（英文）
- Stargate Universe episode guide （页面存档备份，存于） at GateWorld